# Poklewo
Poklewo (biał. Паклева; ros. Паклево) – chutor na Białorusi, w obwodzie grodzieńskim, w rejonie oszmiańskim, w sielsowiecie Holszany.

## Historia
W czasach zaborów wieś w okręgu wiejskim Michałowszczyzna,  w gminie Holszany, w powiecie oszmiańskim, w guberni wileńskiej Imperium Rosyjskiego. W 1866 roku miała 15 dusz rewizyjnych, należała do dóbr Michałowszczyzna, własność Wituńskich. W 1905 roku zaścianek liczył 16 mieszkańców, 58 dziesięcin.
W latach 1921–1945 folwark i zaścianek leżały w Polsce, w województwie wileńskim, w powiecie oszmiańskim, w gminie Holszany.
W 1931:
- folwark w 1 domu zamieszkiwało 5 osób[3].
- zaścianek w 4 domach zamieszkiwało 25 osób[3].

Wierni należeli do parafii rzymskokatolickiej w Holszanach. Miejscowość podlegała pod Sąd Grodzki w Holszanach i Okręgowy w Wilnie; właściwy urząd pocztowy mieścił się w Holszanach.
Po II wojnie światowej w granicach Związku Sowieckiego. Od 1991 w niepodległej Białorusi.